# Montemayor (Córdoba)
Montemayor ist eine Gemeinde mit 3.885 Einwohnern (Stand: 2024) in der Provinz Córdoba in Andalusien.

## Geographie
Die Gemeinde grenzt an Córdoba, Espejo, Fernán-Núñez, Montilla und La Rambla.

## Geschichte
Die Siedlung entstand rund um die Burg von Montemayor, welche von Martín Alfonso de Córdoba nach der Reconquista gebaut wurde. Für den Bau wurde das Material einer alten Burg aus der arabischen Periode genommen.

## Sehenswürdigkeiten
- Burg von Montemayor
- Kirche Ntra. Sra. de la Asunción